# Fľak
Fľak je přírodní rezervace v Tatranském národním parku.
Nachází se v katastrálním území města Vysoké Tatry v okrese Poprad v Prešovském kraji. Území bylo vyhlášeno či novelizováno v roce 1991 na rozloze 37,93 ha. Ochranné pásmo nebylo stanoveno.